# John Hipwell
Pas d'image ? Cliquez ici

a Compétitions nationales et continentales officielles uniquement.

b Matchs officiels uniquement.
Dernière mise à jour le 13 novembre 2013.
John Noel Brian Hipwell, né le 24 janvier 1948 à Mayfield et mort le 23 septembre 2013 à Ballina, est un joueur de rugby à XV qui évolue au poste de demi de mêlée. Il joue avec l'équipe d'Australie de 1968 à 1982.

## Biographie
John Hipwell joue avec l'équipe des Nouvelle-Galles du Sud. Il a une longue carrière internationale, allant de 1968 à 1982. Il joue son premier test match le 15 juin 1968 à l'occasion d'un match contre l'équipe de Nouvelle-Zélande. Il dispute son dernier test match contre l'équipe d'Angleterre le 2 janvier 1982. Hipwell est neuf fois capitaine de l'équipe d'Australie.

## Statistiques en équipe nationale
- Nombre de test matchs avec l'Australie :  36
- 14 points (4 essais)
- Sélections par année : 5 en 1968, 5 en 1969, 1 en 1970, 4 en 1971, 2 en 1972, 3 en 1973, 3 en 1974, 5 en 1975, 3 en 1978, 4 en 1981, 1 en 1982